# Метью Річардс (плавець)
Ме́тью Рі́чардс (англ. Matthew Richards; нар. 17 грудня 2002) — британський плавець, олімпійський чемпіон 2020 року, чемпіон Європи.

## Кар'єра
На юніорському рівні Метью Річардс у 2019 році став чемпіоном Європи на дистанції 100 метрів вільнимм стилем.
На своєму дебютному дорослому чемпіонаті Європи став дворазовим срібним призером у естафетах на 100 та 200 метрів вільним стилем. Окрім цього спортсмен брав участь у попередніх запливах змішаної естафети на дистанції 100 метрів вільним стилем та отримав золоту медаль на цій дистанції.
На Олімпійських іграх 2020 року, що відбувалися у Токіо, Річардс мав виступити на дистанції 100 метрів вільним стилем, але не вийшов на старт. В естафеті, на дистанції 100 метрів вільним стилем, британська команда не зуміла кваліфікуватися у фінал, посівши дев'яте місце у попередніх запливах.У фіналі дистанції 4x200 метрів вільним стилем, виступаючи у складі: Томас Дін, Джеймс Ґай, Метью Річардс та Данкан Скотт, британська команда встановила новий рекорд Європи та здобула перемогу.

## Виступи на Олімпійських іграх
| Олімпіада  | Дисципліна             | Час        | Місце |
| ---------- | ---------------------- | ---------- | ----- |
| Токіо 2020 | 100 м вільним стилем   | DNS        | DNS   |
| Токіо 2020 | 4x100 м вільним стилем | 3:13.17    | 9     |
| Токіо 2020 | 4x200 м вільним стилем | 6:58.58 ER | 1     |
| Париж 2024 | 100 м вільним стилем   | 48.09      | 12    |
| Париж 2024 | 200 м вільним стилем   | 1:44.74    | 2     |
| Париж 2024 | 4x100 м вільним стилем | 3:11.61    | 5     |
| Париж 2024 | 4x200 м вільним стилем | 6:59.43    | 1     |
| Париж 2024 | 4×100 м комплексом     | 3:29.60    | 4     |

## Зовнішні посилання
- Метью Річардс на сайті FINA (англійська)
- Метью Річардс на сайті SwimRankings.net (англійська)
- Метью Річардс на сайті Olympics.com (англійська)
- Метью Річардс на сайті Olympedia (англійська)
- Метью Річардс на сайті British Olympic Association (англійська)